# Мансанеда (Оренсе)
Мансанеда (гал. Manzaneda, ісп. Manzaneda) — муніципалітет в Іспанії, у складі автономної спільноти Галісія, у провінції Оренсе. Населення — 1028 осіб (2009).
Муніципалітет розташований на відстані близько 360 км на північний захід від Мадрида, 50 км на схід від Оренсе.
Муніципалітет складається з таких паррокій: Сернадо, Сесуріс, Мансанеда, Парадела, Пласін, Рейгада, Рекейшо, Сан-Мартіньйо-де-Мансанеда, Сан-Мігель-де-Бідуейра, Соутіпедре.

## Демографія
Динаміка населення (INE ):

## Галерея зображень

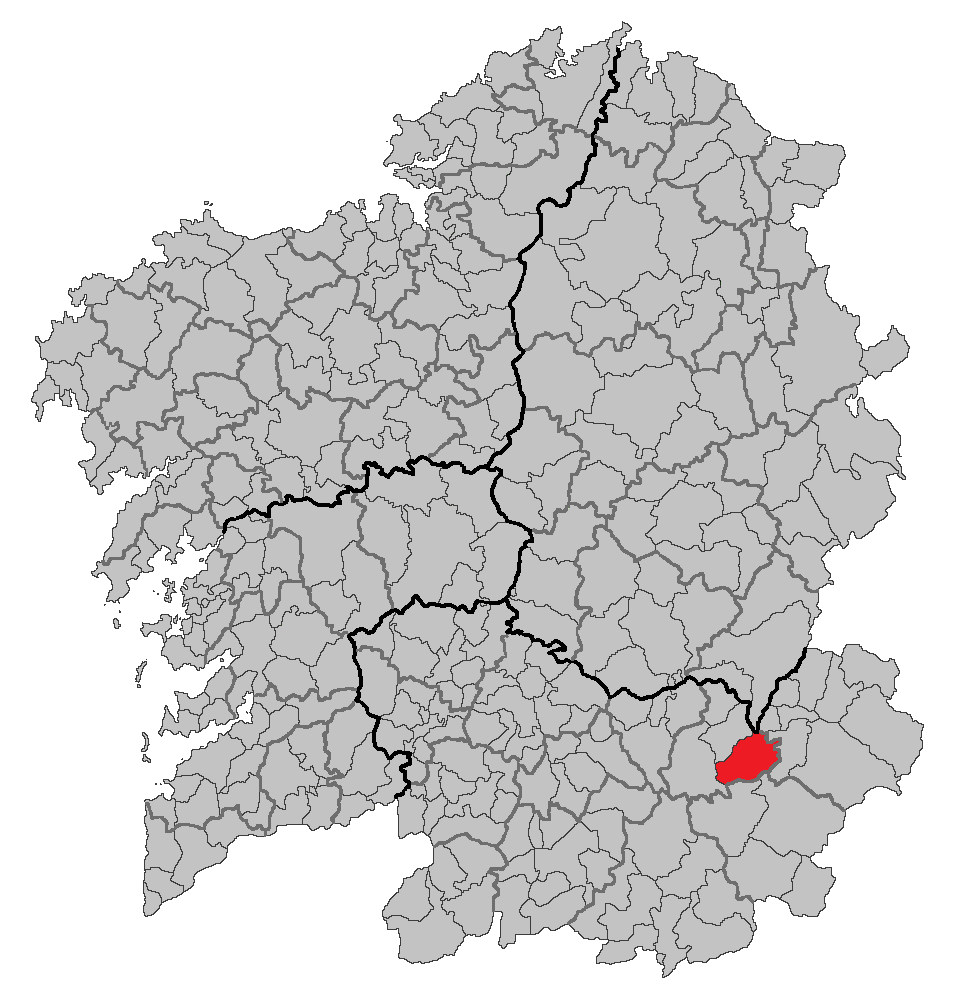
Розташування муніципалітету